# Eudemo (generale)
Eudemo (in greco antico Εὔδημος Eúdēmos; ... – 316 a.C.) è stato un ufficiale greco antico di Alessandro Magno e uno dei suoi diadochi.

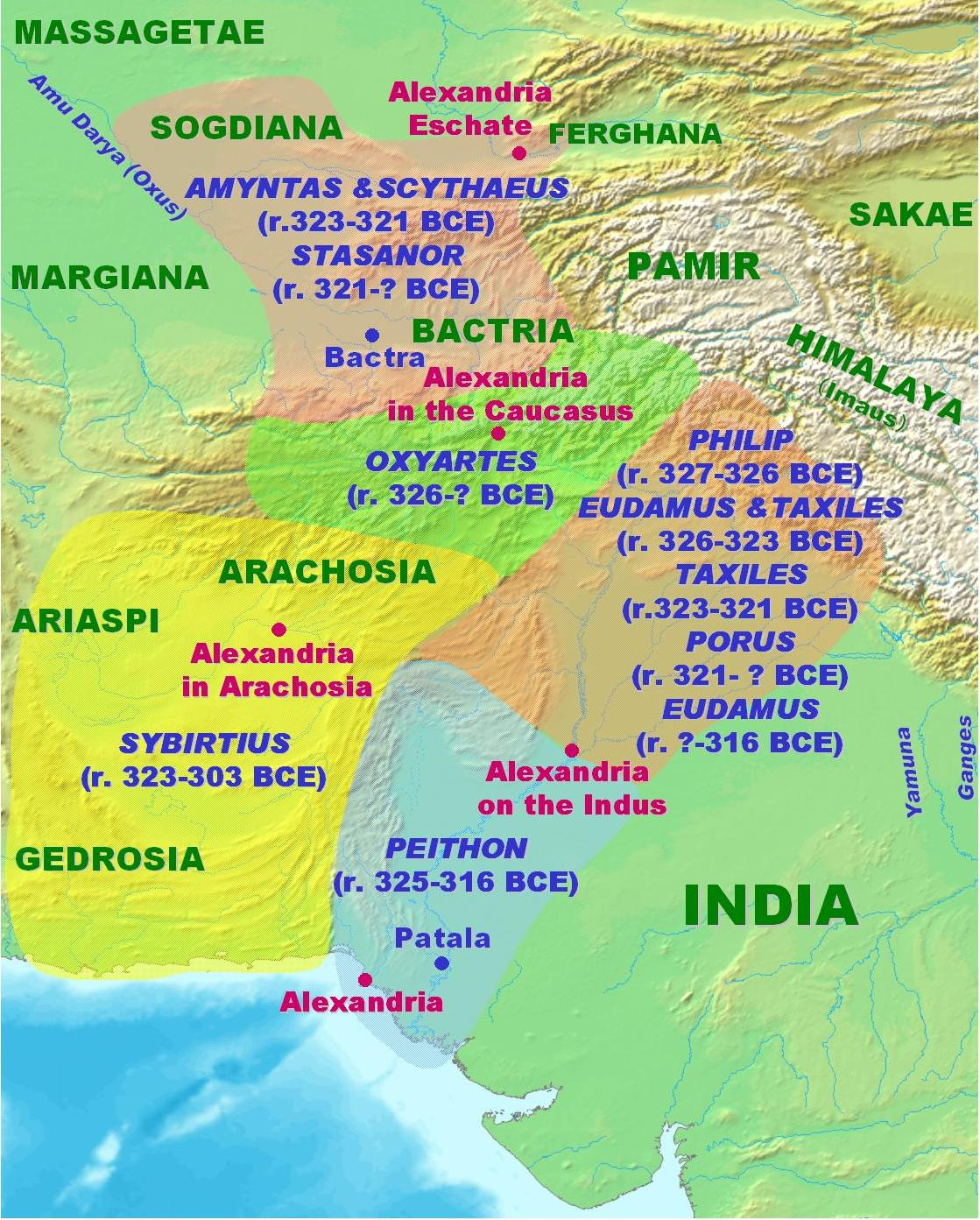
Le satrapie indiane dopo la morte di Alessandro

Partecipò alla campagna asiatica di Alessandro come comandante (taxiarchos) di un distaccamento di guerrieri traci. Presumibilmente, già nel 326 a.C. era rimasto con i suoi traci nella provincia dell'India settentrionale come ufficiale del satrapo Filippo. Quest'ultimo fu assassinato da mercenari ammutinati nel corso dello stesso anno, per cui fu nominato Eudemo. Alessandro ordinò che lui e il re indiano locale Tassile amministrassero congiuntamente il territorio.
Tassile e Poro riacquistarono ufficialmente i loro regni in seguito all'ordine imperiale di Babilonia, dopo la morte di Alessandro nel 323 a.C..
Alla conferenza di Triparadiso del 320 a.C., l'ordine fu confermato dai vincitori della prima guerra dei diadochi. Eudemo, tuttavia, pare sia rimasto comandante militare in questa regione.
In seguito non si hanno più notizie di Tassile. Secondo l'opinione comune della ricerca (basata sulle fonti), Eudemo fu coinvolto nell'assassinio di Poro nel 317 a.C., del cui esercito si appropriò di 120 elefanti da guerra. Otto Stein, tuttavia, ha ipotizzato che le affermazioni su Poro e Tassile siano state confuse nelle fonti; secondo lui, non sarebbe stato Poro ma Tassile a essere ucciso da Eudemo. Forse Eudemo ha anche cacciato Peithon dalla sua satrapia dell'India meridionale, con la quale si sarebbe affermato come unico sovrano sull'Indo. Con i suoi elefanti da guerra, 300 fanti e 500 uomini a cavallo, si unì all'esercito di Eumene di Cardia per la battaglia contro Antigono Monoftalmo. Nella battaglia di Paraitacene, comandò l'ala sinistra di Eumene. Nella battaglia di Gabiene del 316 a.C., tuttavia, Eudemo fu catturato da Antigono e giustiziato.
Le satrapie indiane non furono più concesse in seguito, probabilmente perché le strutture di governo macedoni si erano dissolte e le dinastie indiane locali erano diventate indipendenti. Negli anni successivi, la valle dell'Indo passò sotto il dominio dell'Impero Maurya.